# Epopterus aravacus
Epopterus aravacus es una especie de coleóptero de la familia Endomychidae.

## Distribución geográfica
Habita en Venezuela.